# 川棚温泉自然ランド
川棚温泉自然ランド（かわたなおんせんしぜんランド）は、山口県下関市にあった娯楽施設である。

## 概要
- 園内には、空飛ぶサイクルコースター、水上サイクリング、ゴーカート、パターゴルフ、草ボブスレー、迷路、空中ブランコなどの設備があった。しかし、経営難により2004年頃閉鎖し、2018年現在ほとんど解体されている。

| スタブアイコン | サブスタブ | この項目は、まだ閲覧者の調べものの参照としては役立たない、山口県に関連した書きかけの項目です。この項目を加筆・訂正などしてくださる協力者を求めています（P:日本の都道府県/山口県）。 |